# Ulica Rolna w Katowicach
Ulica Rolna w Katowicach – ulica w Katowicach, położona w środkowo-zachodniej części miasta, biegnąca w całości przez teren dzielnicy Załęska Hałda-Brynów część zachodnia.
Droga ta łączy z zachodniej strony Ligotę (jej część zwaną Stara Ligota), a od wschodu Brynów. Ulica w dużej mierze swój przebieg uzyskała w okresie Polski Ludowej. W tym też czasie powstała znaczna część zabudowy wzdłuż ulicy, w tym osiedle Rolna-Wodospady oraz osiedle w rejonie kolonii domków fińskich dla pracowników kopalni „Wujek”. Przy ulicy Rolnej działa także szereg przedsiębiorstw i instytucji różnych branż, w tym Akademia Śląska. 

## Przebieg

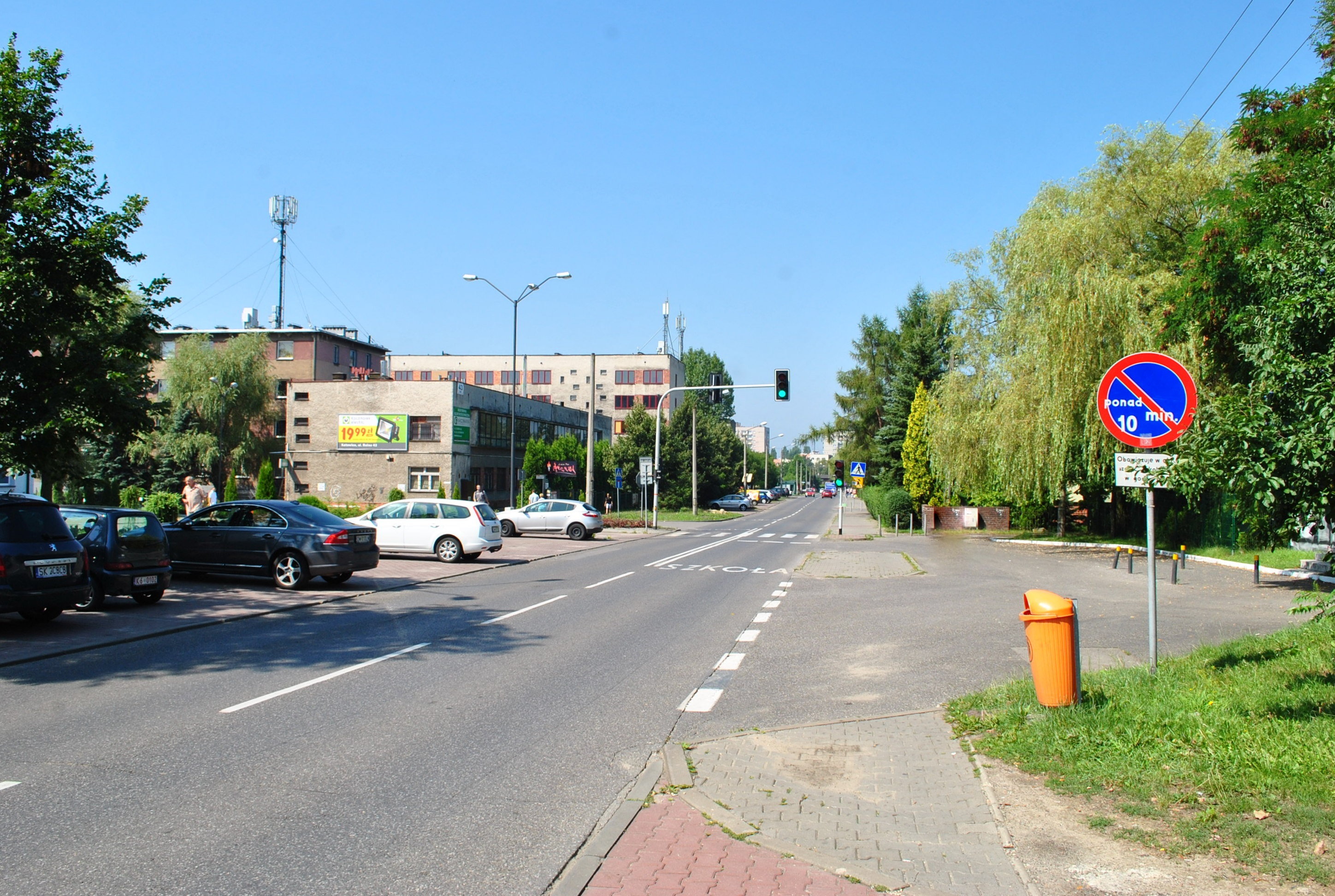
Fragment ulicy Rolnej (2014)

Ulica Rolna przebiega przez teren katowickiej dzielnicy Załęska Hałda-Brynów część zachodnia.
Numeracja adresów przy ulicy zaczyna się od strony wschodniej. Tam też droga krzyżuje się na węźle drogowym – prostopadle z ulicą Brynowską, a za placem Tajnej Organizacji Nauczycielskiej z ulicą T. Kościuszki. Ulica Rolna na całej swojej długości biegnie w miarę prostolinijnie w kierunku zbliżonym do zachodniego. Za skrzyżowaniem z ulicą Brynowską ulica Rolna krzyżuje się z prawej strony z ulicą K. Woźniczki, a za nią ulicę Rolną przecina linia kolejowa nr 171 biegnąca wzdłuż estakady nad drogą.
Droga do końca swojego biegu po lewej stronie krzyżuje się kolejno z ulicami: W. Orkana, K. Gołby, Wodospady, Wozaków, ks. J. Dzierżonia, Filarową, Średnią i Hetmańską mijając po drodze osiedle Rolna-Wodospady. Z prawej strony natomiast ulica Rolna na tym samym odcinku krzyżuje się kolejno ulicami: Z. Kossak-Szczuckiej, F. Joliot-Curie, J. Tuwima, L. Staffa, B. Leśmiana, Wodospady, Wozaków, Filarową, Tomasza, Średnią i Hetmańską. Ulica Rolna kończy się na skrzyżowaniu z ulicą Kredytową, a odcinek pomiędzy ulicami Kredytową a Hetmańską jest jedynym jednokierunkowym fragmentem ulicy Rolnej, z kierunkiem ruchu na wschód.

## Charakterystyka

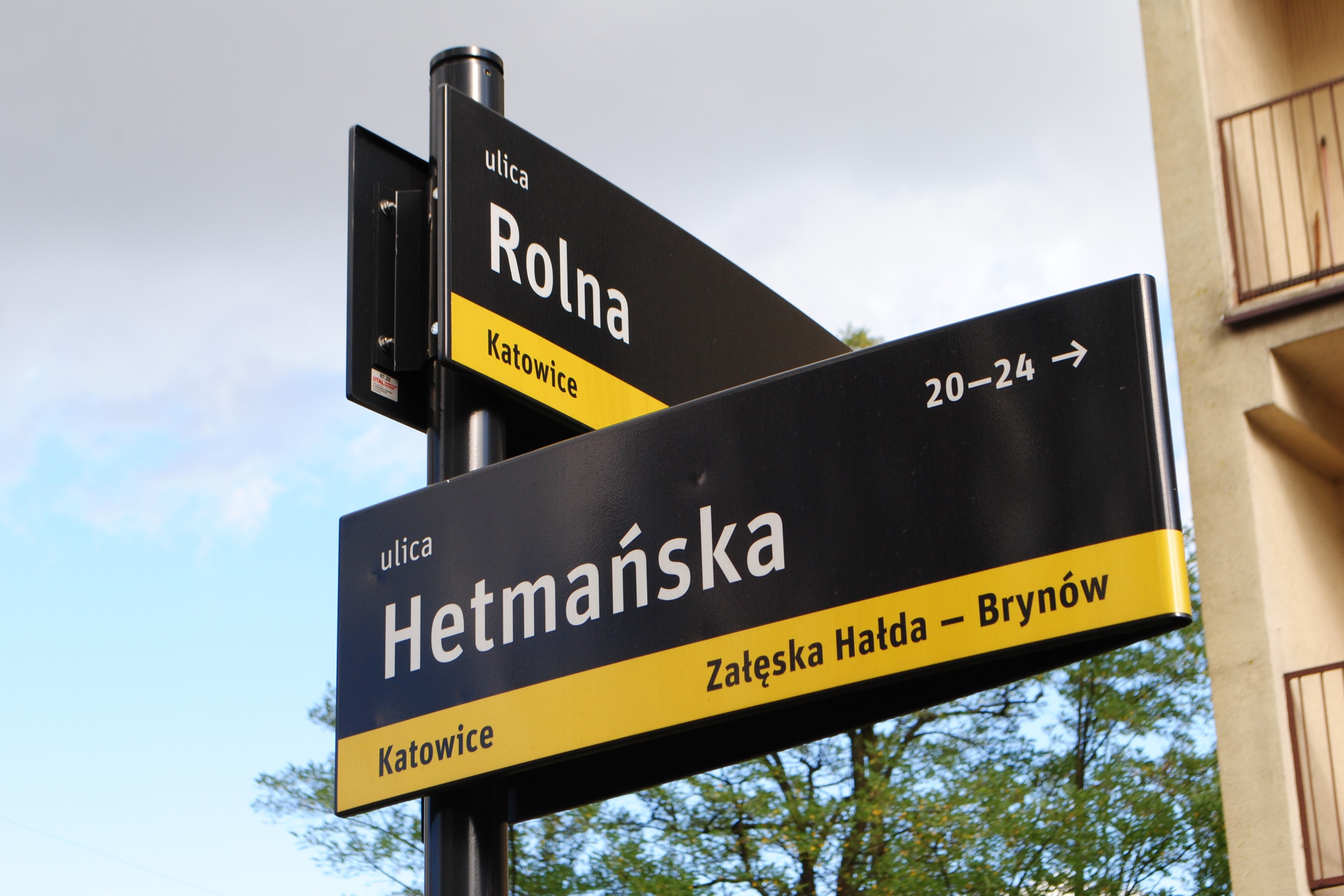
Tablica SIM z nazwą ulicy (2024)

Ulica Rolna to droga powiatowa nr 6512S o klasie drogi lokalnej (L). Długość ulicy wynosi 1 400 m, a szerokość jezdni 5,1 m prócz jednokierunkowego odcinka pomiędzy ulicami Kredytową a Hetmańską o szerokości 4,3 m. Droga na całej swoje długości posiada nawierzchnię bitumiczną. W systemie TERYT ulica Rolna widnieje pod numerem 18819, a kod pocztowy dla adresów wzdłuż ulicy to 40-555. Jest ona w administracji Miejskiego Zarządu Ulic i Mostów w Katowicach.
Wzdłuż ulicy Rolnej według stanu z 2020 roku funkcjonują dwa systemy sygnalizacji świetlnej: na skrzyżowaniu ulic Rolnej, Brynowskiej i T. Kościuszki (czterowlotowa, akomodacyjna, z 2001 roku) oraz na przejściu dla pieszych (dwuwlotowa, akomodacyjna, z 2001 roku).
Ulicą Rolną na całej swojej długości kursują autobusy transportu zbiorowego na zlecenie Zarządu Transportu Metropolitalnego (ZTM). Przy niej znajdują się trzy przystanki: Stara Ligota Filarowa (na wysokości ulicy Filarowej), Stara Ligota Rolna (na wysokości ulicy B. Leśmiana) i Brynów Orkana (na wysokości ulicy F. Joliot-Curie). Zatrzymują się przy nich autobusy łączące tę część Katowic głównie w kierunku Ligoty-Panewnik i Piotrowic-Ochojca z jednej strony oraz do Śródmieścia i północnych dzielnic Katowic, a także do Sosnowca i Siemianowic Śląskich z drugiej strony.
Przy skrzyżowaniu ulic Rolnej i W. Orkana funkcjonuje stacja wypożyczalni rowerów miejskich Metrorower nr 27350. Wzdłuż ulicy Rolnej na odcinku pomiędzy ulicami J. Tuwima a ks. J. Dzierżonia przebiega czerwony szlak turystyczny – Szlak Bohaterów Wieży Spadochronowej (41 km) Katowice – Chudów. Przy ulicy Rolnej 43 funkcjonuje dwustanowiskowa stacja ładowania pojazdów elektrycznych operatora GreenWay Polska.
Przy ulicy Rolnej znajduje się przeważnie różnego typu zabudowa mieszkaniowa, a w rejonie ulic Hetmańskiej, Rolnej i J. Grzyśki położone jest osiedle Rolna-Wodospady zarządzane przez Spółdzielnię Mieszkaniową „Górnik” w Katowicach.

## Historia

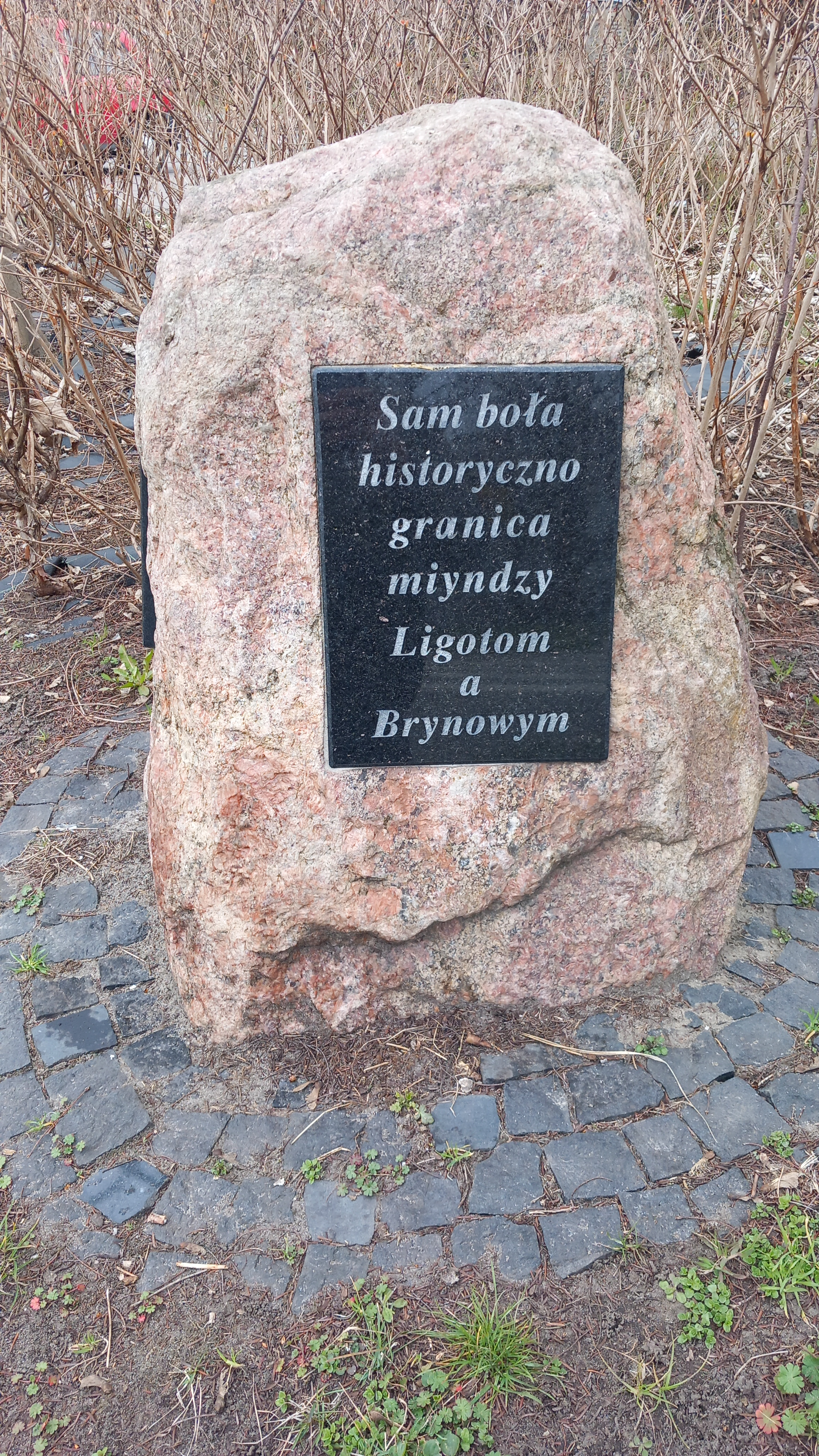
Kamień na miejscu historycznej granicy między Ligotą a Brynowem, na skrzyżowaniu ulic Rolnej i Wodospady

Wschodnia część ulicy Rolnej, ciągnąca się na wschód od ulicy Wodospady, położna jest w Brynowie, natomiast zachodnia we fragmencie Ligoty zwanej Starą Ligotą.
Pod koniec XVIII wieku wzmógł się ruch osiedleńczy w Brynowie. Na mapach z lat 30. XVIII wieku i z lat 1747–1753 została schematycznie zaznaczona zabudowa m.in. w rejonie ulicy Rolnej. Na mapie Pruskiego Sztabu Generalnego z 1827 roku zaznaczona została droga biegnąca równolegle na północ od Kłodnicy. Jej początek zaczynał się w okolicach skrzyżowania późniejszych ulic Piotrowickiej i Książęcej w Ligocie i biegła ona dalej śladem późniejszych ulic J. Grzyśki i Rolnej. Na mapie wydanej w 1883 roku po stronie brynowskiej zaznaczona została droga ciągnąca się w przybliżeniu w śladzie późniejszej ulicy Rolnej od skrzyżowania z ulicą Brynowską do rejonu późniejszego skrzyżowania z ulicą Wodospady. Przy niej zaznaczono kilka zgrupowań budynków. Za tą drogą w kierunku zachodnim przebiegała prostopadle granica pomiędzy powiatem katowickim (wschodnia część późniejszej ulicy Rolnej; teren Brynowa) a powiatem pszczyńskim (Stara Ligota). Po ligockiej stronie trasa w rejonie współczesnej ulicy Rolnej wówczas nie istniała, natomiast zaznaczona została droga biegnąca w śladzie późniejszej ulicy J. Grzyśki. Nowa zabudowa wielorodzinna w rejonie ligockiej części ulicy Rolnej zaczęła powstawać na przełomie XIX i XX wieku – wybudowano wówczas kilka wolnostojących kamienic. 
Od 1916 roku ulicy nosiła nazwę Feldstrasse. W 1923 roku przemianowano ją na ulicę Polną, rok później obszar ulicy Rolnej został włączony do Katowic, a od 1925 roku droga nosiła nazwę ulica Rolna.

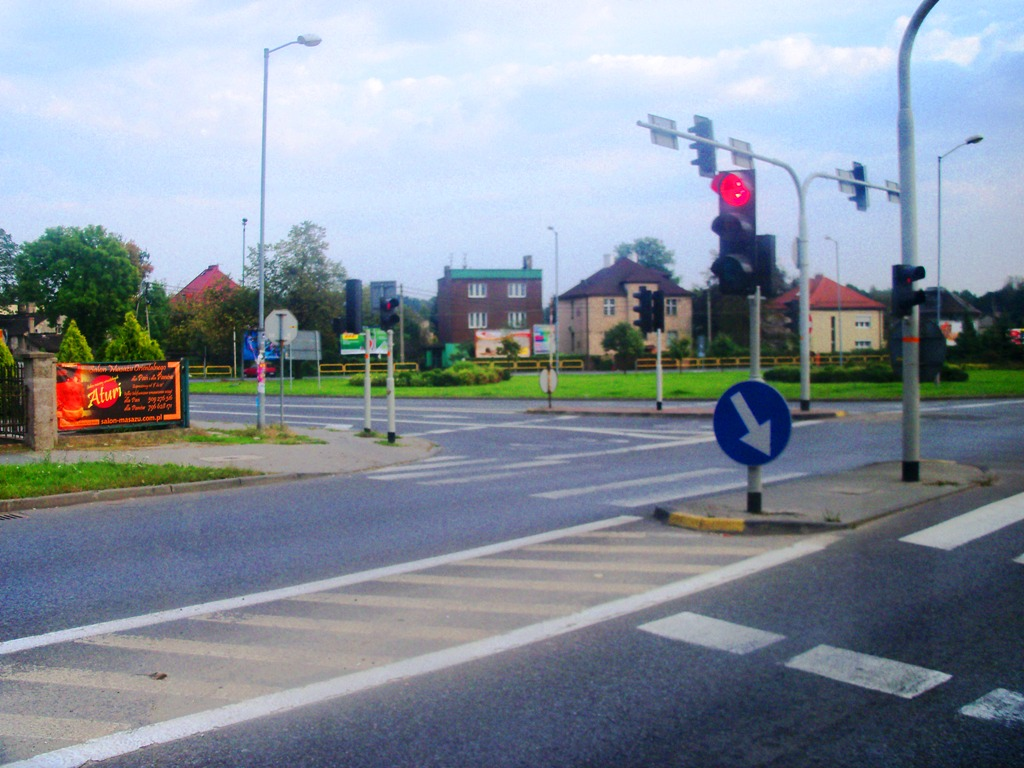
Skrzyżowanie ulic Brynowskiej, Rolnej i T. Kościuszki w 2010 roku

W latach międzywojennych w Brynowie funkcjonował historyczny układ drogowy. Już w tym okresie, w 1935 roku planowano uregulować trasę ulicy Rolnej, co dopiero zrealizowano po II wojnie światowej. W tym czasie w ligockiej części ulicy Rolnej powstały kolejne kamienice o wysokości do czterech kondygnacji. W latach 1939–1945 roku ulica nosiła nazwę Ackerstrasse, a po II wojnie światowej przywrócono jej poprzednią nazwę – ulica Rolna.
W rejonie ulicy Rolnej na zlecenie kopalni „Wujek” dla jej pracowników powstało w latach 1947–1948 osiedle składające się ze 150 domków fińskich. Układ urbanistyczny osiedla miał formę podkowy z promieniście rozchodzącymi ulicami, którego pozostałością jest ulica W. Orkana. 27 września 1957 roku została otwarta towarowa linia kolejowa nr 171 na odcinku Dorota – Panewnik, która przecięła ulicę Rolną pomiędzy ulicami K. Woźniczki a Z. Kossak-Szczuckiej.
Na mapie topograficznej z lat 1958–1961 ulicę Rolną zaznaczono w dwóch odcinkach. Brynowska część ulicy biegła we współczesnym śladzie od ulicy Rolnej do ówczesnej ulicy W. Majakowskiego (późniejsza ulica B. Leśmiana), natomiast ligocki odcinek istniał wówczas pomiędzy ulicą Kredytową a ulicą Tomasza. Obszar pomiędzy nimi pozostawał w głównej mierze niezabudowany. 

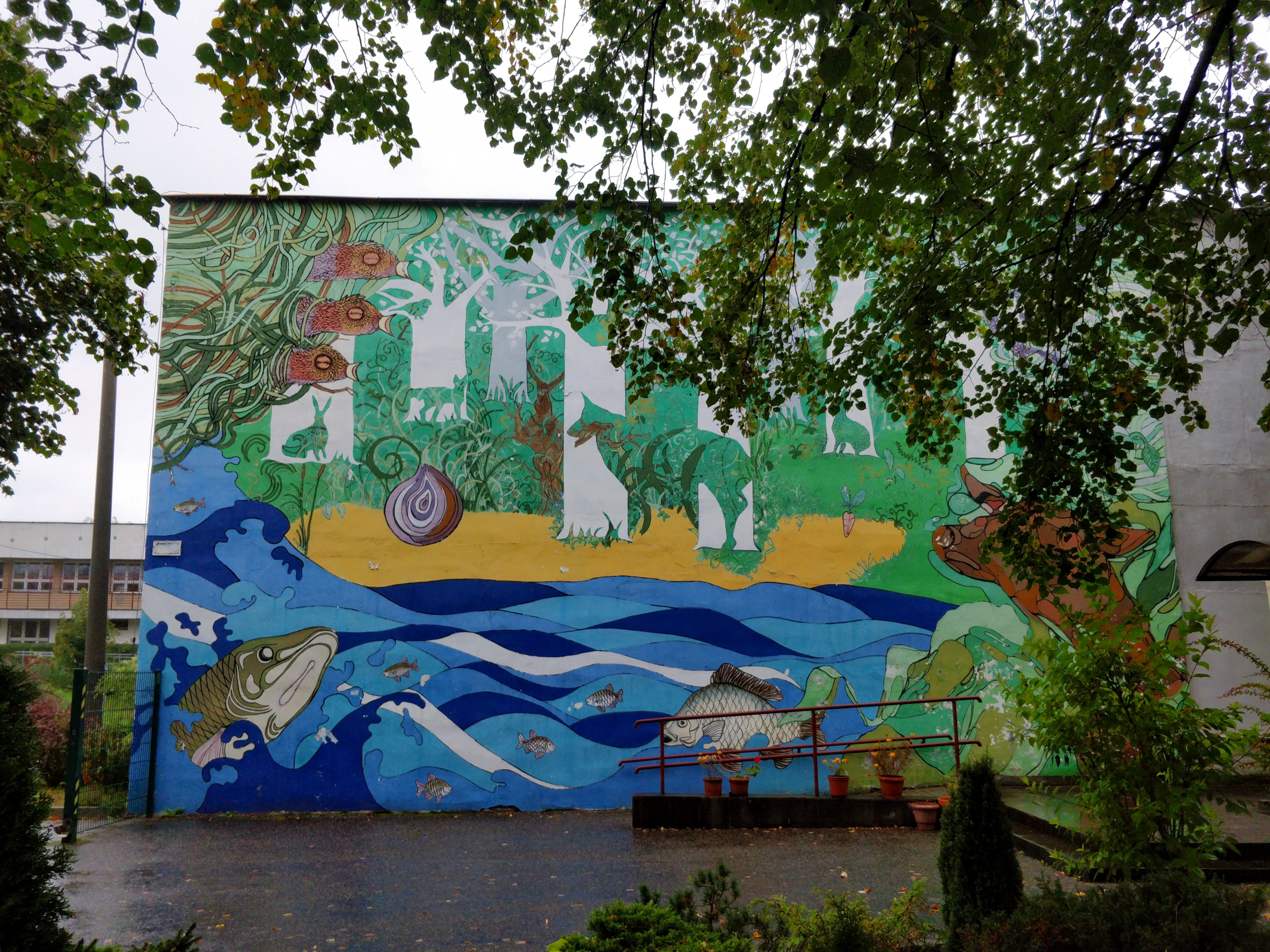
Mural na ścianie budynku przy ulicy Rolnej 22, powstały w 2012 roku

W latach 60. XX wieku rozpoczęto wyburzanie zabudowy Starej Ligoty, w miejsce której w połowie lat 70. XX wieku powstały nowe bloki mieszkalnie. Na miejscu osiedla domków fińskich w brynowskiej części ulicy Rolnej w latach 80. XX wieku zbudowano trzy- i pięciokondygnacyjne budynki mieszkalne dla około 4 tysięcy mieszkańców. W połowie lat 80. XX wieku powstało tutaj centrum handlowo-usługowe z biblioteką, żłobkiem, przedszkolem, przychodnią i boiskami sportowymi. W okresie powojennym dosyć duże tereny w rejonie ulicy Rolnej zajęły także zakłady usługowe i bazy transportowe.
Przebieg ulicy Rolnej w okresie Polski Ludowej został uregulowany, a na przełomie lat 70. i 80. XX wieku rozpoczęto prace nad budową węzła komunikacyjnego na skrzyżowaniu ulic T. Kościuszki, Brynowskiej i Rolnej.
W 2003 roku Arkadiusz Hołda założył Wyższą Szkołę Techniczną w Katowicach z siedzibą przy ulicy Rolnej 43, która w późniejszym czasie została przemianowana na Akademię Śląską. Gmach uczelni w latach 2010–2011 został rozbudowany – powstał łącznik pomiędzy oboma budynkami uczelni, które zostały dodatkowo nadbudowane o jedną kondygnację.
W rejonie ulic Wodospady, W. Orkana i Rolnej w latach 2008–2010 zostało wzniesione osiedle mieszkaniowe Ligota Park, składające się z ośmiu budynków wielorodzinnych, a w latach 2010-2012 wybudowano osiedle Atrium Geo, składające się z dwóch bloków mieszkalnych, w których łącznie znajduje się 120 mieszkań. W 2012 roku na elewacji budynku przy ulicy Rolnej 22 powstał mural inspirowany pracami plastycznymi uczniów Zespołu Szkół Zawodowych Specjalnych nr 6 w Katowicach. Pod koniec sierpnia 2018 roku został rozebrany wiadukt kolei piaskowej biegnący równolegle do linii kolejowej nr 171.

## Obiekty zabytkowe i miejsca pamięci
Miejsca pamięci:
- Tablica (ul. Rolna 22) upamiętniająca Janusza Korczaka – pedagoga zamordowanego przez Niemców w czasie okupacji hitlerowskiej[1].

## Gospodarka i instytucje

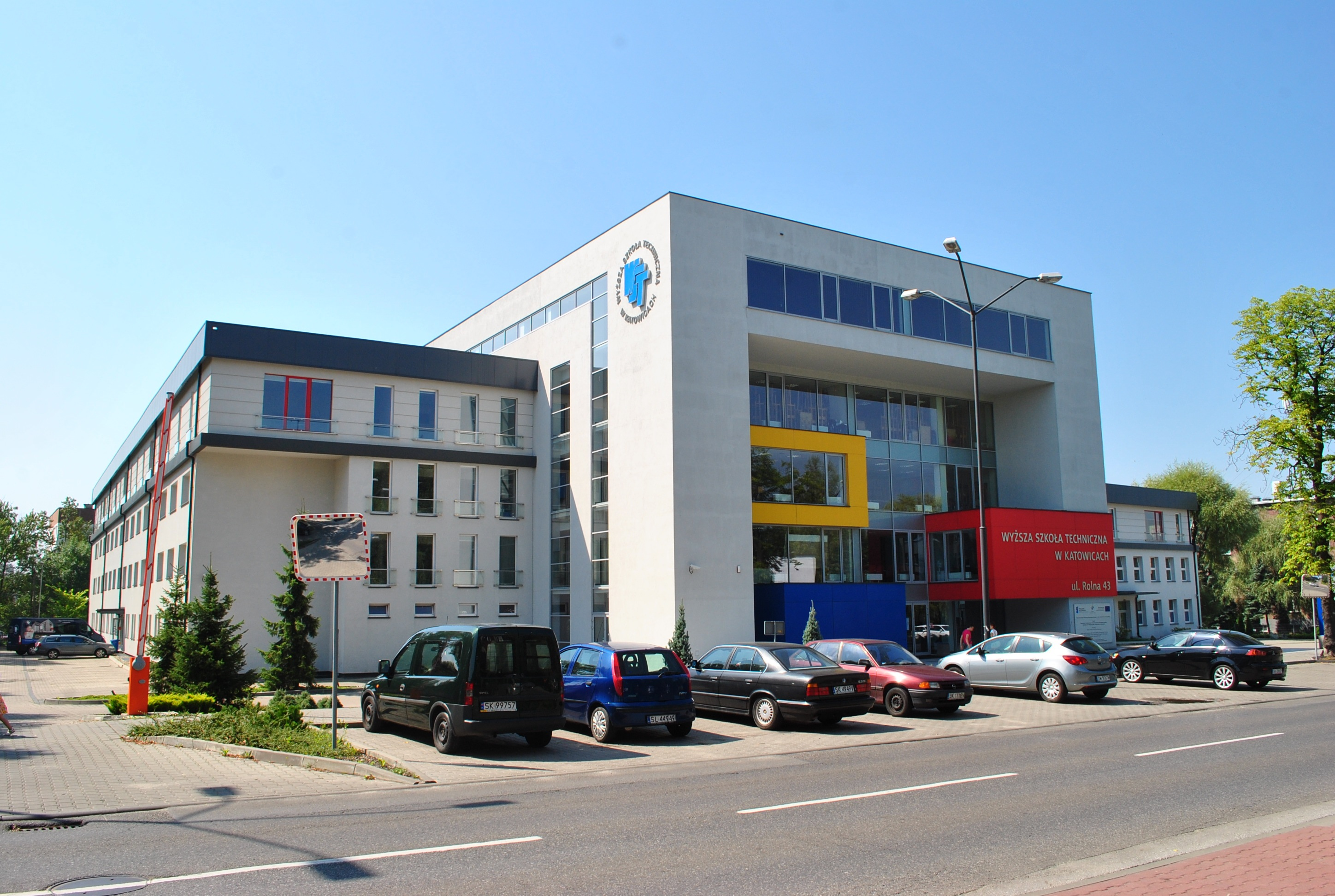
Akademia Śląska (ul. Rolna 43)

Według stanu z połowy listopada 2023 roku w systemie REGON zarejestrowanych było 315 aktywnych działalności gospodarczych z siedzibą przy ulicy Rolnej. W tym czasie funkcjonowały tu m.in.: biura inżynierskie, pracownia architektoniczna, przedsiębiorstwa budowlane, gabinety lekarskie, apteka, przedsiębiorstwa z branży beauty, kancelaria radcy prawnego, agencje ubezpieczeniowe, wspólnoty mieszkaniowe, lokale gastronomiczne, ośrodki szkolenia, firmy handlowo-usługowe, przedsiębiorstwa transportowe i inne.
Ponadto przy ulicy Rolnej funkcjonowały w tym czasie m.in.: market sieci OBI (ul. Rolna 4), Niepubliczny Żłobek „Słonik” z Montessori (ul. Rolna 14), Zespół Szkół Zawodowych Specjalnych nr 6 w Katowicach (ul. Rolna 22) czy Akademia Śląska (ul. Rolna 43), a przy Rolnej 7 w przeszłości działało Centrum Logistyki Oddział Regionalny w Katowicach Poczty Polskiej.
W sąsiedztwie ulicy Rolnej, przy ulicy Nasypowej 24 funkcjonuje ORW Rolna, składający się z dwóch basenów, brodzika dla dzieci i zaplecza. Ośrodkiem zarządza katowicki MOSiR.
Wierni rzymskokatoliccy mieszkający przy ulicy Rolnej 7, 8 i 21-29 przynależą do parafii Najświętszych Imion Jezusa i Maryi, przy ulicy Rolnej 10-43 do parafii Świętej Rodziny i św. Maksymiliana Kolbego.